# 장욱현
장욱현(張彧鉉, 1956년 8월 14일~)은 대한민국의 정치인이다. 제7·8대 경상북도 영주시장이다.

## 학력
- 부석면 상석초등학교 졸업
- 1967~1970 영주중학교 졸업
- 1971~1974 영주종합고등학교 졸업
- 1974~1978 경북대학교 행정학 학사

## 경력
- 1977.12: 행정고시 22회 합격
- 1979.06~1983.08 : 총무처 고시1과(사무관), 인사기획과(사무관)
- 1987: 상공부 중소기업국 진흥과
- 1990.08~1993.02: 대통령비서실 공보비서실·부속실 행정관
- 1993.03~1993.07: 상공부 산업피해조사 2과장
- 1993.08~1995.08: 뉴질랜드 오클랜드대학교 객원연구원
- 1995.09~1997: 통상산업부 다자협상담당관
- 1997~2002.11: 산업자원부(산업환경과장,구아협력과장,섬유패션산업과장)
- 2002.12~2003.10: 대구경북지방중소기업청장
- 2003.10~2004.08: 중소기업청 기획관리관
- 2004.09~2006.02: 중소기업청 기업성장지원국장
- 2006.02~2007.12: 경북전문대 경찰경호행정계열 초빙교수
- 2006~2009: 여의도 연구소 정책자문위원
- 2007: 박근혜 전 한나라당 대표 경제특보
- 2006~2007: 한나라당 정책위원회 제4정조위 부위원장
- 2007: 이명박 대통령후보 경제살리기 특위 자문위원
- 2007.12~2009.12: 제4대 대구테크노파크 원장
- 2010: 영주미래연구원장
- 2014.07~2022.06: 제6·7대 민선 6·7기 경상북도 영주시장(재선, 자유한국당)
- 2016.06~2022.06: 고려인삼 시군협의회 회장
- 2017.03~2020.02: 제3대 한국대학경기연맹 회장
- 2017.09~2022.06: 세계인삼도시연맹 국내지역 회장

## 전과
- 도로교통법위반(음주운전): 벌금 2,500,000원 - 2002년 5월 31일 선고[1]

## 역대 선거 결과
|  | 43.68% |

|  | 54.73% |

|  | 48.32% |